# Senya Blanca
La Senya Blanca, també conegut com el xalet de Josep Ensesa i Gubert,  va ser el primer xalet de la urbanització de s'Agaró. Va ser construït el 1924 per l'arquitecte gironí Rafael Masó i Valentí. Es troba al carrer Senya Blanca, número 5 de s'Agaró.
El nom de Senya Blanca li ve perquè al lloc on estava assentada (al litoral de la Costa Brava) existia un mur blanc denominat pels pescadors de la zona “la senya blanca”, ja que servia com punt de referència a l'hora de navegar. El mur va ser destruït quan es va edificar el xalet.

## Història

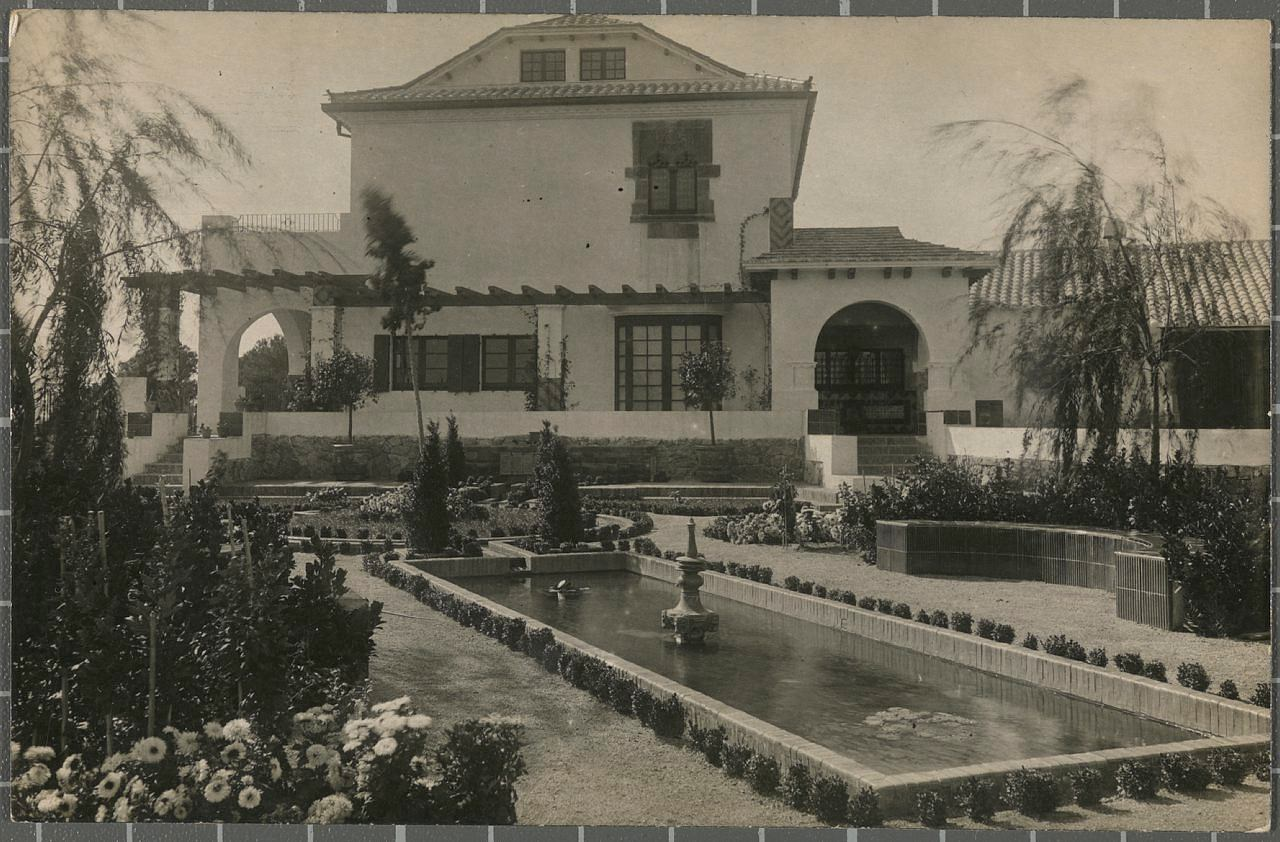
Façana est de la Senya Blanca. Autor de la fotografia: Adolf Zerkowitz. Font: CRDI

El 1923, l'empresari gironí Josep Ensesa i Gubert estiuejava en una casa llogada a l'Estartit però l'obligació de compra que li va fer el propietari per seguir gaudint-ne, va fer que es recordés d'uns terrenys que posseïa el seu pare, Josep Ensesa i Pujadas (també empresari) a prop de la platja de San Pol, platja que estava guanyant cada vegada més fama.
En aquells terrenys, Ensesa pare i l'arquitecte Rafael Masó ja tenien al cap construir una urbanització des de 1916 però per diverses raons, entre elles l'arribada de la Primera Guerra Mundial, el projecte es va estroncar. Més endavant, Ensesa i Pujadas, per tal de donar una empenta al projecte, va prometre un solar de franc al primer que es llancés a construir-hi. El seu fill, al topar amb la situació de l'Estartit, li va prendre la paraula. És així com es va iniciar la urbanització de s'Agaró i es va edificar la Senya Blanca, encarregades totes dues a Masó, arquitecte que ja havia treballat per a la família en altres ocasions (com per exemple a la Casa Ensesa i Farinera Montserrat de Girona).
En juliol de 1924 el xalet estava acabat. El dia 24 del mateix mes els Ensesa hi van dormir per primera vegada malgrat la falta de llum i aigua corrent, les quals no van arribar fins al 1925.

## Descripció segons el disseny original de Rafael Masó
El xalet dels Ensesa es corresponia amb la parcel·la número I del projecte de la Urbanització de S'Agaró de Rafael Masó. El solar limitava amb el Camí de Ronda; dins d'aquest la casa estava situada a la part sud i tenia una de les façanes encarada al mar. La resta del terreny estava dedicat a jardins i altres dependències com el garatge.

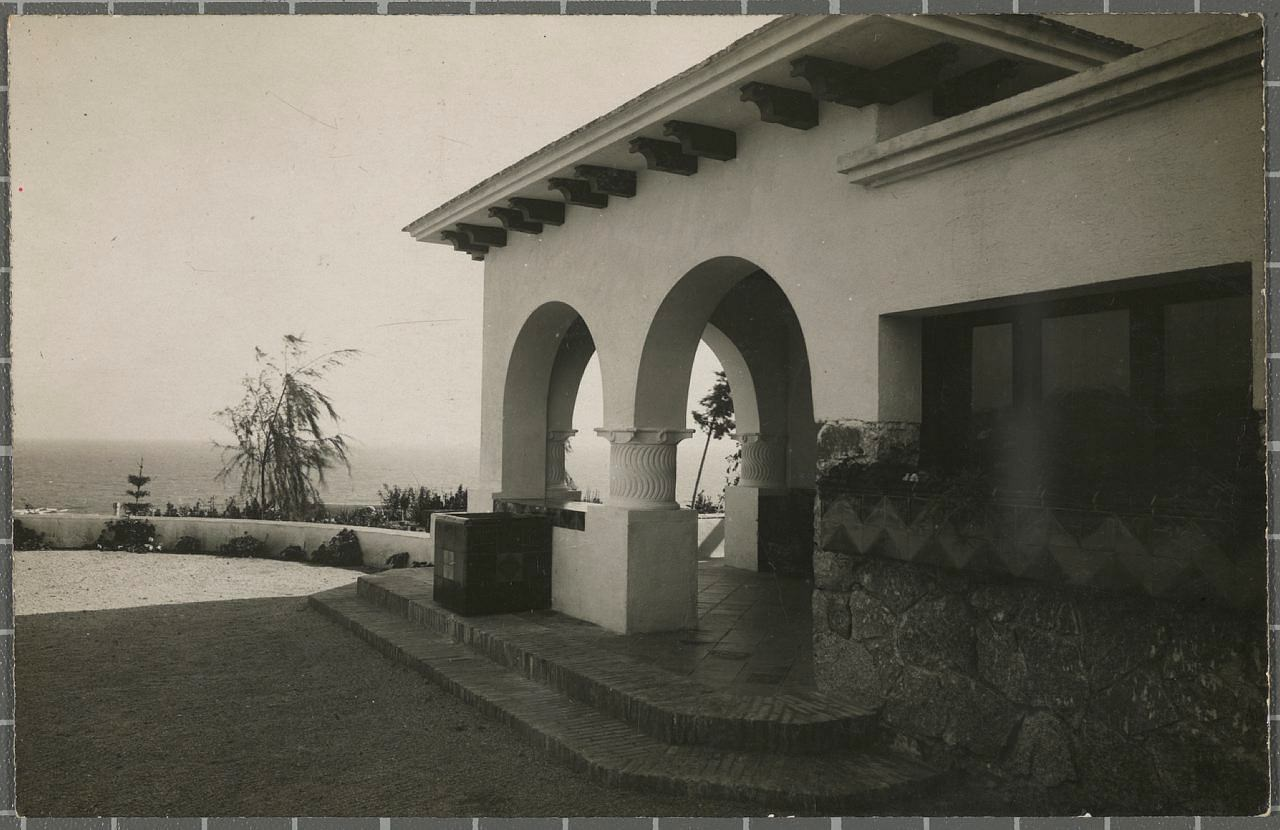
Porxo d'entrada del xalet de la Senya Blanca. Autor de la fotografia: Valentí Fargnoli. Font: CRDI

La Senya Blanca era una casa unifamiliar aïllada de tres plantes (dos pisos i les golfes). La planta baixa acollia un vestíbul-escriptori, un menjador, un dormitori, un bany, la cuina i un rentamans a partir del qual es distribuïen la resta de les estances. Del pis principal no es té notícia però segurament tenia els dormitoris com era comú a les residències d'estiu en aquella època.

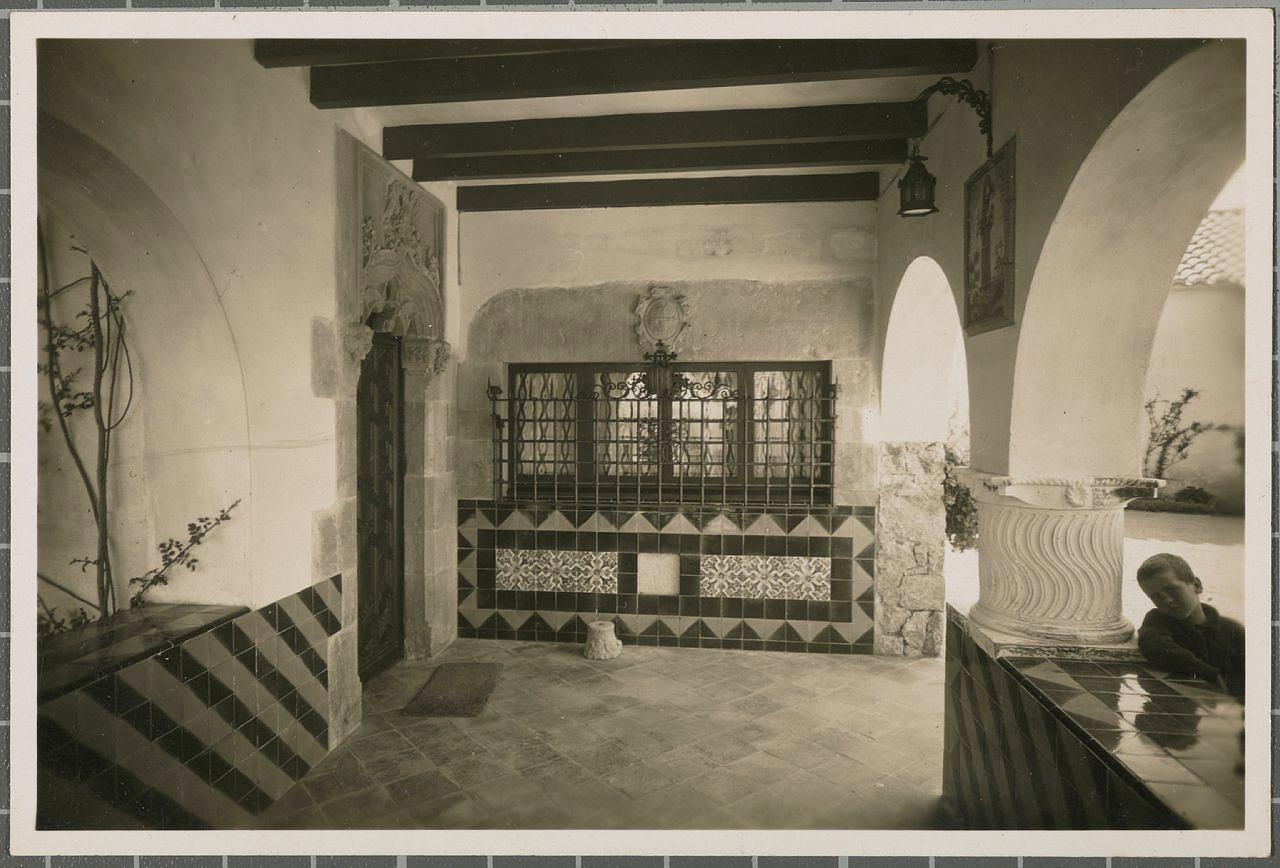
Interior del porxo. Autor de la fotografia: Adolf Zerkowitz. Font: CRDI

L'arquitecte va fer assentar la casa sobre un podi per salvar el desnivell de la finca raó per la qual només era visible en algunes de les façanes. El xalet estava format per un cos principal de major mida de planta quadrangular i d'altres més petits de caràcter secundari que l'envoltaven; alguns d'aquests eren tancats i altres eren més oberts com el cas del porxo i les terrasses. Les cobertes utilitzaven la teula àrab i s'adaptaven a la forma de l'edifici. La principal, la que cobria el cos  major, tenia quatre vessants i al centre la xemeneia. En la vessant est hi havia una mansarda que acollia les golfes. 

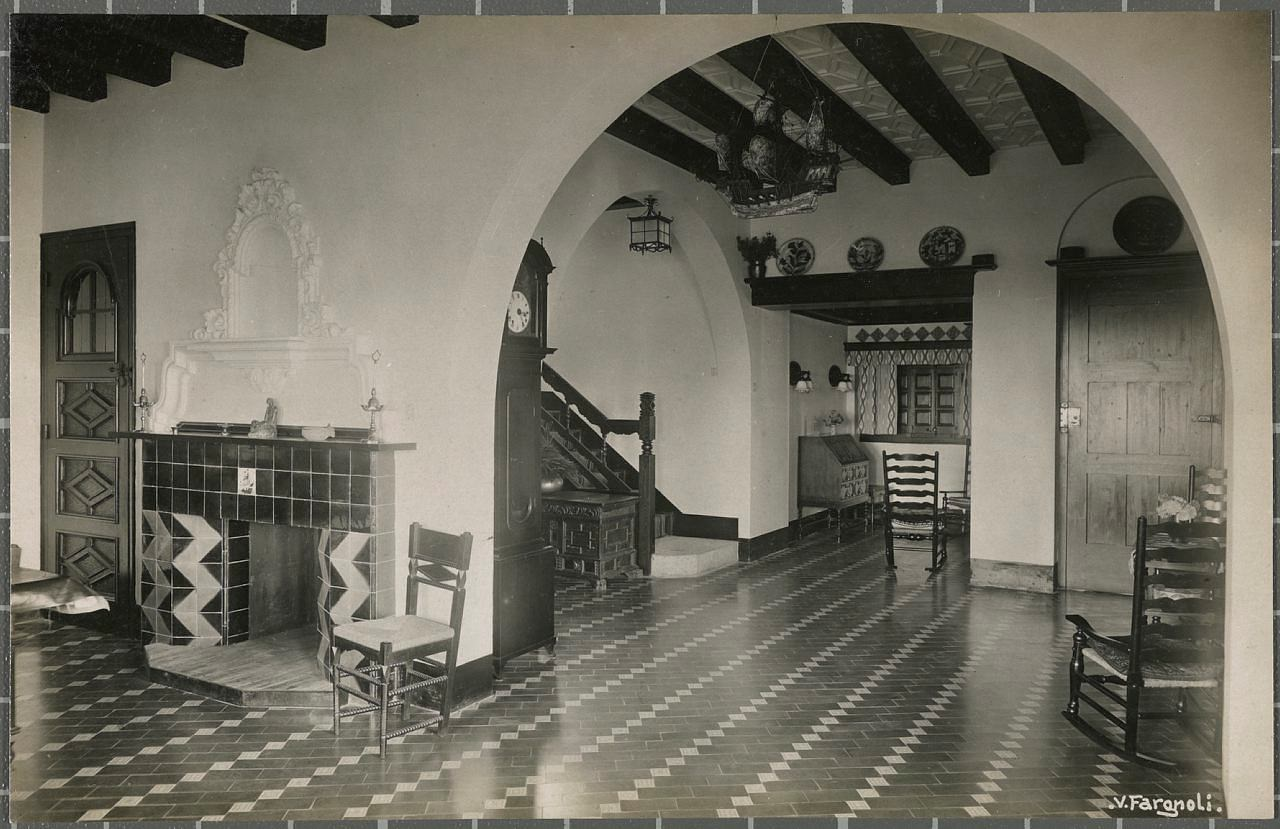
Interior de la Senya Blanca dissenyat per Rafael Masó. Autor de la fotografia: Valentí Fargnoli. Font: CRDI

Com en tots els edificis de la urbanització, els murs eren blancs i estaven recorreguts per un sòcol de pedra grisa. També, com en la resta de residències, totes les façanes eren diferents gràcies a l'ús de distintes solucions constructives, a la distribució d'aquestes i a la seva diversitat en formes i dimensions. En el cas de la Senya Blanca, Masó va utilitzar diferents tipus de vanos, encara que els més usats van ser els quadrangulars i els d'arc de mig punt, portes i eixides. Destacaven el porxo d'entrada, la terrassa amb pèrgola, el mirador i la balconada a sobre del mirador. Aquest tipus de solucions (porxos, zones apergolades, galeries i balcons) van estar presents en gairebé tots els xalets de la urbanització encara que amb diferents dissenys. 

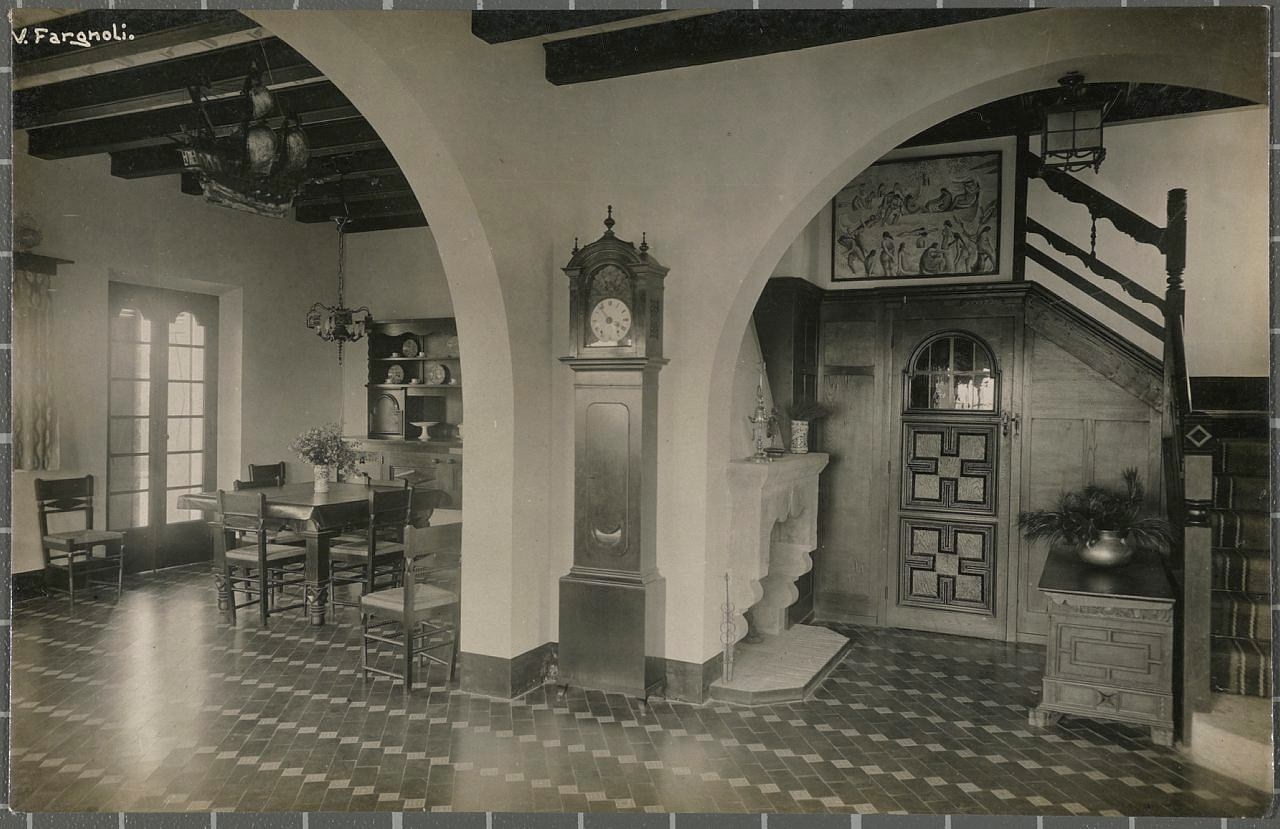
Interior del vestíbul de la Senya Blanca. Autor de la fotografia: Valentí Fargnoli. Font: CRDI.

Una altra de les característiques que es repetia amb relació a la resta d'edificis del conjunt era l'ús de vanos procedents a masies i cases pairals. La majoria estaven envoltats amb carreus de pedra. En la Senya Blanca, dels vanos que han estat aprofitats de masos destacaven la finestra superior de la façana est, el marc de la porta d'entrada a la casa i la finestra interior del porxo i totes elles presentaven marcs de pedra. La finestra superior est i la porta d'entrada es remataven en arcs conopials que recordaven l'estètica renaixentista. 
Pel que fa a la decoració exterior, sobretot es basava en la utilització de ceràmica i alguns motius decoratius com els rombes en relleu d'alguns finestrons, algunes línies d'imposta o el petit frontó que hi havia sobre la coberta del porxo. En relació amb la ceràmica, sobretot es van utilitzar rajoles verdes i grogues, combinades de diferents maneres: formant línies diagonals (a l'interior del porxo), rombes (en els capitells de la pèrgola de la terrassa), zig-zags (a la jardinera que recorre les finestres de la façana nord), etc. L'ús de diversos materials a l'exterior del xalet també ajudava a la decoració, ja que es creaven jocs de colors i textures que contrastaven entre si. Un exemple de gran bellesa d'aquestes característiques era el porxo que donava accés a la casa on es barrejava la ceràmica negra i la vidriada, el ferro, la pedra, la fusta, l'obra vista, etc. El porxo era de planta rectangular i els vanos i accessos eren arcs de mig punt recolzats en columnes de ceràmica negra decorades amb estrígils. A part de les columnes dels arcs, la ceràmica també estava present als ampits (rajoles verdes i grogues), en els sòcols, i en dos murals de l'interior del porxo, un de temàtica floral envoltat amb un marc de rajoles verdes i grogues i l'altre que representava un sant. El ferro es trobava en el fanal que il·luminava l'interior i en la reixa d'una de les finestres de la casa que donava al porxo. La fusta estava en les bigues del sostre i en la porta d'entrada a l'habitatge, la qual estava decorada en relleu amb unes llaceries geomètriques que recordaven les de l'art musulmà. La pedra es podia veure als marcs de la porta d'entrada a i de la ventana de la reixa. El maó en la part visible del podi on es recolza la casa i en les escales que comunicaven el porxo amb els jardins. La terracuita es trobava a terra, es tractava de rajoles col·locades en cartabó. I per acabar, la coberta era de teula àrab i formava un ràfec que es recolzava en els remats de les bigues interiors del sostre.

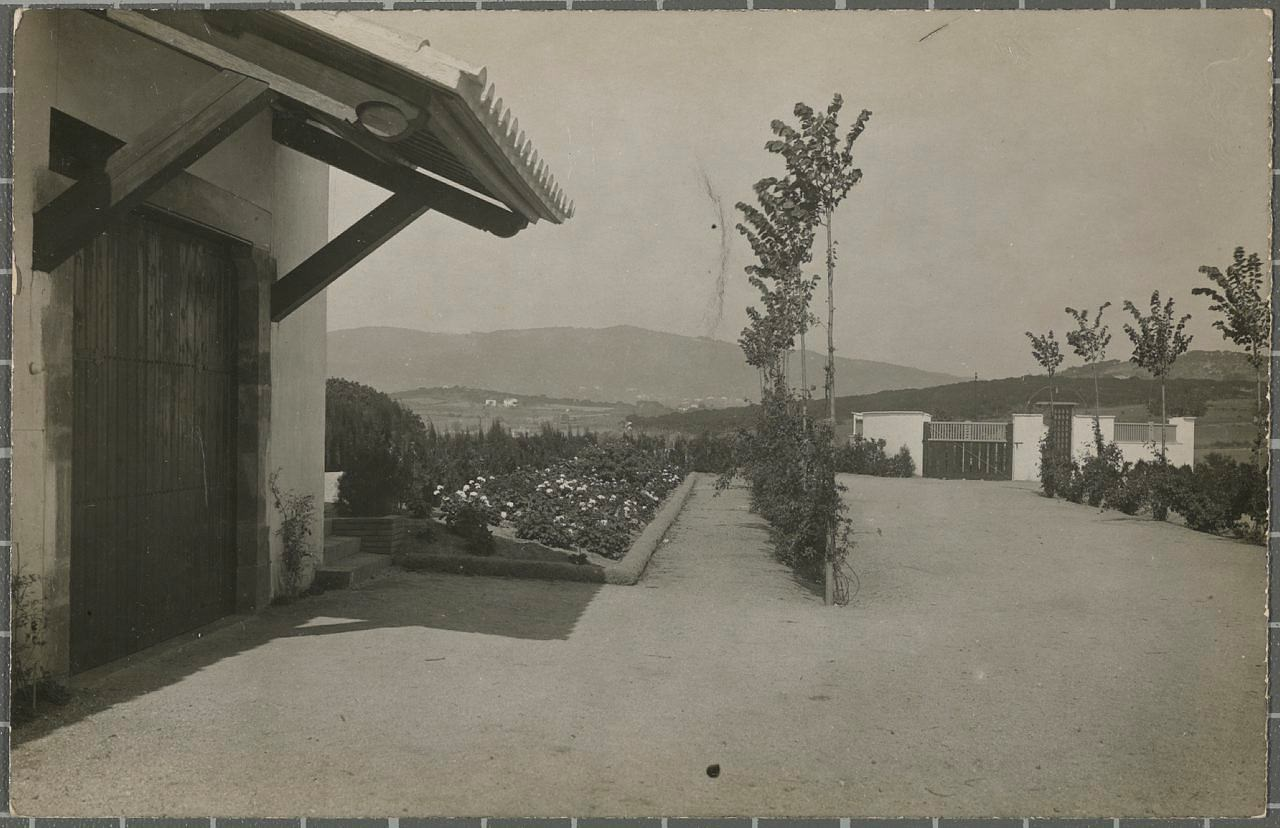
Entrades de la parcel·la de la Senya Blanca i porta del garatge. Autor de la fotografia: Valentí Fargnoli. Font: CRDI.

Rafael Masó també va dissenyar tot l'interior del xalet, des de la distribució de les habitacions fins als mobles, les portes, els paviments, els sostres... encara que només es té notícia de com eren el vestíbul i el menjador. En aquestes dues estances el terra era de rajoles hidràuliques on s'alternaven línies verticals clares amb línies més gruixudes de color fosc. El sostre es recolzava en bigues de fusta entre les quals s'intercalaven cassetons decorats amb un rombe. Pel que fa a la resta, destacava l'ús de la fusta tant en els mobles, finestres i portes com en altres detalls, com per exemple en les parets del vestíbul (folrades amb planxes de fusta), en la barana de l'escala o en el rellotge del rebedor. Els motius decoratius més repetits als mobles van ser els rombes i els anells tornejats (molt típics en els mobles de Masó) que seguien diferents formes i ritmes de repetició. Masó també va utilitzar la ceràmica verda i groga a l'interior, en aquest cas en una de les xemeneies (la del menjador) on les rajoles dibuixaven línies en zig-zag. La llar de foc del vestíbul era de pedra motllurada i és molt possible que pertanyés a un mas. 

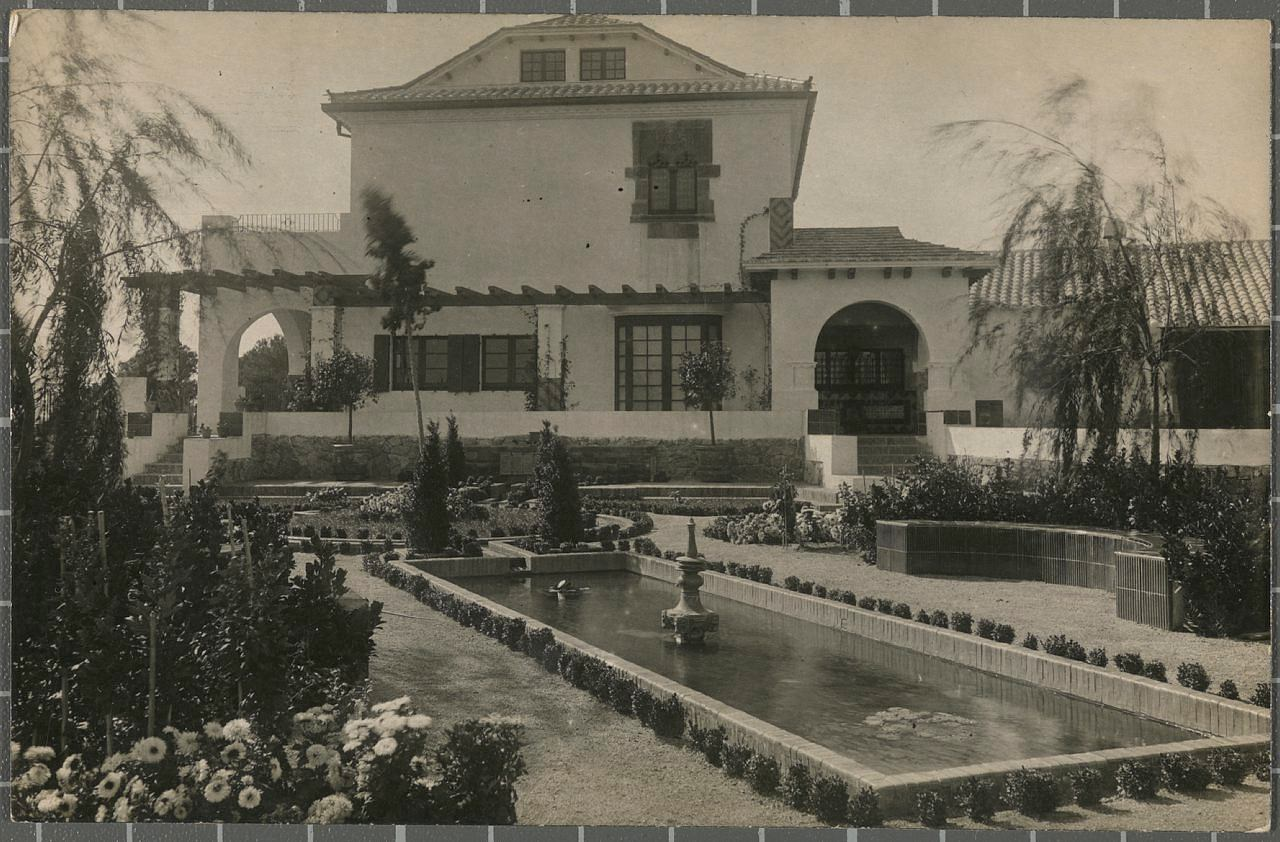
Façana est i primitius jardins de la Senya Blanca. Autor de la fotografia: Valentí Fargnoli. Font: CRDI

El pavelló que està adossat al xalet també va ser obra de Rafael Masó. En un principi va estar concebut només com garatge i com un edifici aïllat, no obstant això va acabar unit a la casa i a més a més de ser la cotxera també va ser adaptat com una casa per al servei (es va dotar de menjador, cuina, una habitació, etc.). El pavelló tenia una coberta a dos aigües i els murs emblanquinats. La porta dels vehicles era allindanada, estava emmarcada per carreus de pedra i sobre ella la teulada sobresortia en forma d'un ràfec molt volat. Juntament a la porta hi havia un vano d'arc conopial de pedra que segurament pertanyia a una masia.
El jardí principal se situava de manera obliqua enfront de la façana est. Seguia un eix de simetria marcat per un estany rectangular al final del qual hi havia una rotonda. Tots dos espais (l'estany i la rotonda) estaven envoltats de passejos que a la zona de la rotonda es disposaven en forma de radis. Escales d'obra vista, vegetació autòctona, fonts, rajoles de ceràmica (per exemple a la part superior dels murets) eren la resta dels components del jardí. Destacaven dos bancs recoberts de ceràmica estriada de forma semicircular i que estaven col·locats a un costat i a l'altre de l'estany.
La tanca de la parcel·la també va ser obra de Rafael Masó. Estava formada per la tàpia i dos portes, una per cotxes i l'altra per persones. El disseny de totes dues era diferent. La petita era de fusta i formava una retícula. Estava rematada amb un arc de ferro del qual penjava un fanalet. La porta grossa també de fusta estava construïda a base de llistons verticals amples encara que a la part superior aquests eren més estrets i nombrosos. La tapia era un mur alt que es rematava amb una reixa que seguia el mateix disseny que la part superior de la porta per vehicles.
La Senya Blanca és un dels exemples, dins de les obres de Rafael Masó, que demostren la mentalitat noucentista de l'arquitecte. Aquesta corrent artística defenia el concepte de l'artista global, concepte que portava als artistes a encarregar-se de tots els detalls que intervenien en l'obra; el fet que Masó s'encarregués de tots els aspectes relacionats amb el xalet el relacionen directament amb el moviment. Així l'arquitecte no només va dissenyar l'habitatge, sinó també el garatge, els jardins, la tàpia de la parcel·la, els interior de l'edifici, els mobles, etc.

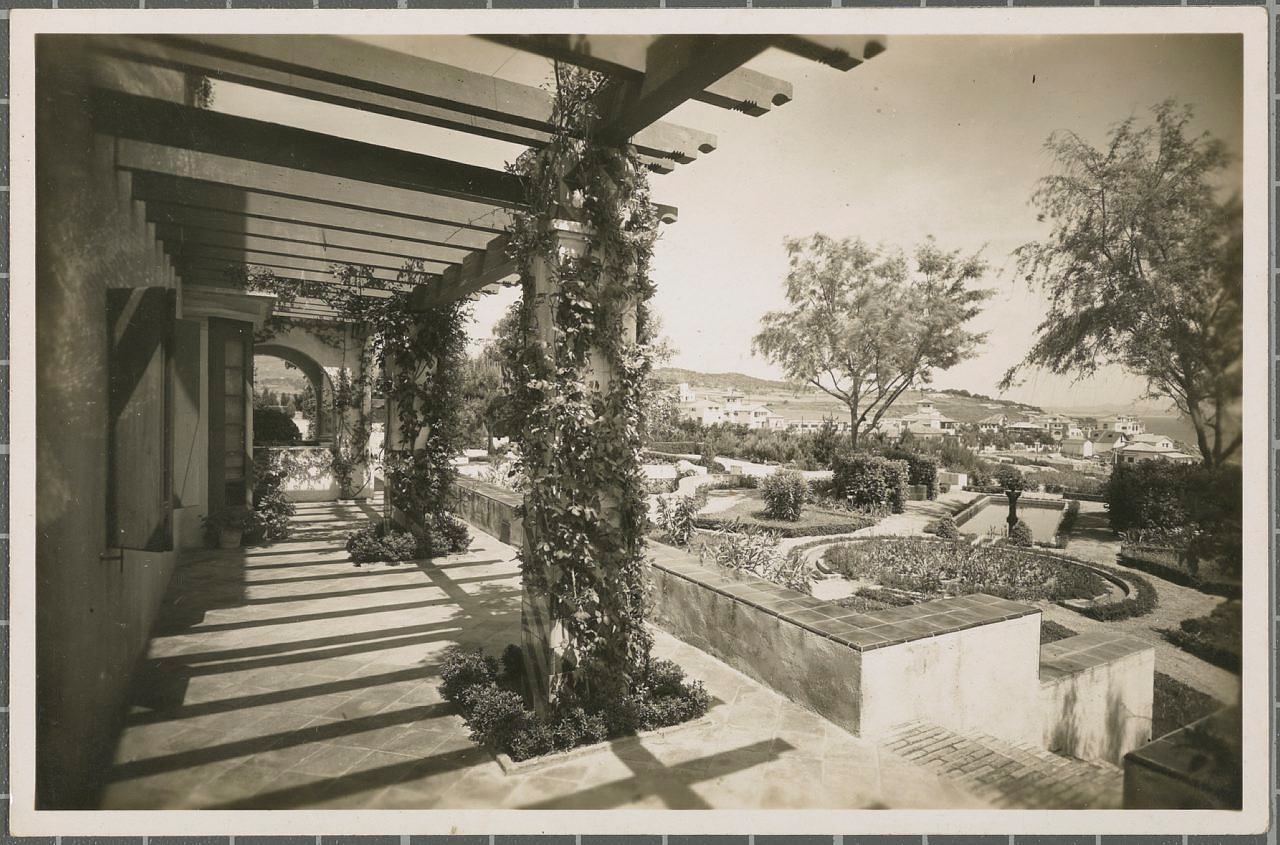
Terrassa amb pèrgola. Autor de la fotografia: Valentí Fargnoli. Font: CRDI

## El xalet en l'actualitat
La Senya Blanca es conserva en bon estat encara que ha passat per algunes reformes, algunes fins i tot realitzades pel mateix Rafael Masó. No obstant això, ha mantingut una aparença molt semblant a l'original.
Una de les parts més reformades va ser la façana nord que va ser modificada per Masó. En un principi, en aquesta façana només s'hi havia construït el porxo en una de les cantonades i una estructura enjardinada en l'altra cantonada. Més tard, Masó va substituir l'estructura per un habitacle d'aparença similar a la del porxo, encara que aquest només presentava una porta i una finestreta (era una habitació tancada). Finalment, l'arquitecte va tancar l'àrea que hi havia entre el pòrtic i l'habitacle. Els dos cossos van formar un únic cos encara que articulat de tres maneres distintes. El porxo presentava arcs de mig punt; l'espai central, tres obertures rectangulars recorregudes per una jardinera amb decoració ceràmica verda i groga en zig-zag, i l'habitacle presentava una porta de mig punt i la finestreta.
Una altra de les reformes va ser la realitzada el 1949 per Francesc Folguera, arquitecte que va continuar amb els treballs de s'Agaró quan Rafael Masó va morir. Folguera va ser l'autor de la llotja brunelleschiana que actualment presenta el jardí i que s'ha acabat convertint en una senya d'identitat del xalet.
Per acabar, el mirador que hi ha a la façana sud i la terrassa apergolada també han estat modificats. La remodelació va consistir a ampliar la superfície del terra de tot dos. Davant del mirador es va obrir un nou espai a la mateixa alçada i es van eliminar les baranes dels ampits dels arcs que el tancaven per connectar els dos espais. En el cas de la terrassa amb l'ampliació del terra es van eliminar dues escales que donaven accés al jardí i un muret que delimitava la zona emparrada. És molt probable que aquesta reforma fos la que va fer que els jardins dissenyats per Masó desapareguessin a favor d'uns altres de diferents.
El xalet continua pertanyent a la família Ensesa.